# Субнеолит
Субнеоли́т — термин, используемый археологами для обозначения культур, которые хотя и контактировали с неолитическими сельскохозяйственными культурами, однако сохраняли свою приверженность охоте и собирательству, усвоив лишь отдельные достижения неолита (обычно лишь керамику). Примерами являются ранняя культура кардиальной керамики (южная Европа), Питерборо (Англия), елшанская культура (Восточная Европа) или Хоа-Бинь (Индокитай).